# Pan (księżyc)
Pan (Saturn XVIII) – księżyc Saturna, drugi (po S/2009 S 1) pod względem odległości od planety. Został odkryty przez Marka R. Showaltera w 1990 r. na podstawie analizy zdjęć pochodzących z sondy Voyager 2 wykonanych dziewięć lat wcześniej.
Pan krąży w przerwie Enckego w pierścieniu A Saturna. Jego obecność jest przyczyną istnienia tej przerwy; przerwa Enckego nie jest pusta, oprócz Pana krążą tam również wąskie pasma pyłu, poskręcane i lokalnie zagęszczone przez przyciąganie księżyca.
Nazwa księżyca pochodzi od Pana – w mitologii greckiej boga natury i lasów, strzegącego pasterzy oraz ich trzód, przedstawianego w postaci pół człowieka, pół kozła.

## Odkrycie

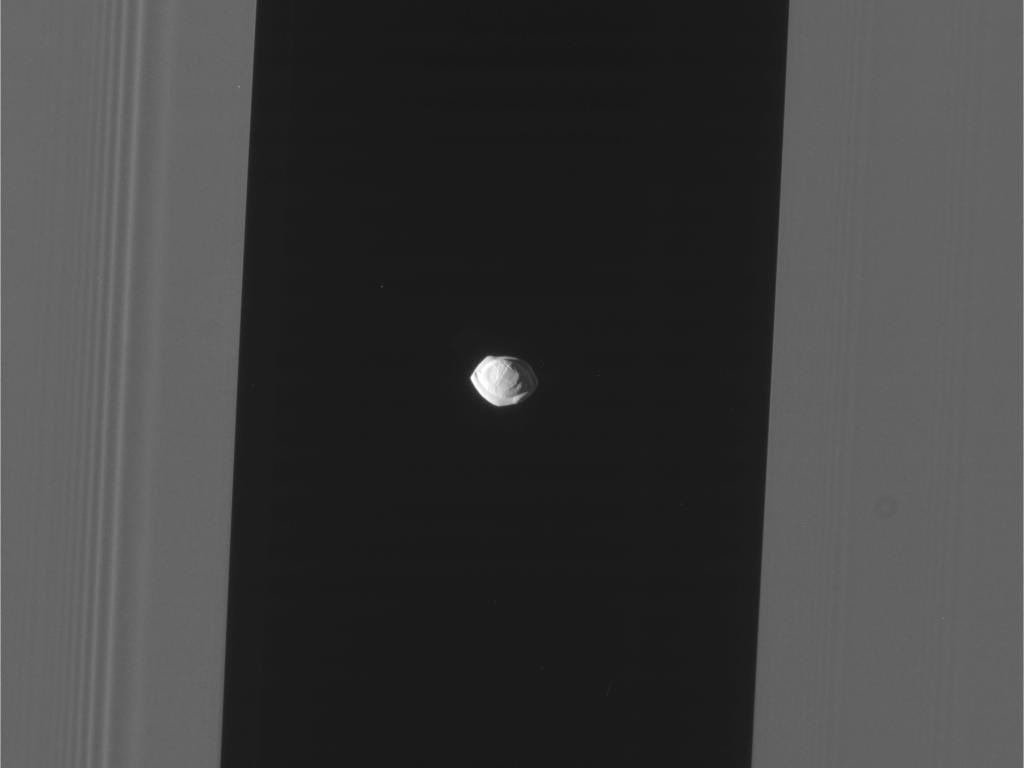
Księżyc Pan w przerwie Enckego, zdjęcie wykonane przez sondę Cassini

Obecność księżyca w przerwie Enckego pierwszy raz została przewidziana przez Jeffreya Cuzziego i Jeffreya Scargle’a w roku 1985 w oparciu o faliste brzegi przerwy, który wskazywały na zaburzenia grawitacyjne.
W roku 1986 Showalter obliczył orbitę i masę Pana modelując jego interakcje grawitacyjne z pierścieniami. Astronom uzyskał bardzo dokładne przewidywanie 133 603 ± 10 km dla półosi wielkiej i masy odpowiadającej 5–10×10−12 masy Saturna, oraz stwierdził, że w przerwie może być tylko jeden księżyc. Faktyczna wartość półosi wielkiej różni się o 19 km, a rzeczywista masa stanowi 8,6×10−12 masy Saturna.
Pan został odkryty w zakresie 1° od przewidywanej pozycji. Poszukiwania podjęto korzystając ze wszystkich zdjęć sondy Voyager 2 w oparciu o obliczenia komputerowe pozwalające przewidzieć, gdzie księżyc powinien być widoczny w sprzyjających odkryciu warunkach. Wszystkie fotografie wybrane w celu poszukiwania Pana, które miały rozdzielczość lepszą niż ~50 km/piksel wyraźnie ukazują księżyc. W efekcie uzyskano jedenaście zdjęć z Voyagera, które przedstawiały nowo odkrytego Pana.

## Fotografie z sondy Cassini
9 marca 2017 roku NASA opublikowała jak dotąd najostrzejsze zdjęcie księżyca wykonane przez sondę Cassini z odległości 24 500 kilometrów.

## Galeria

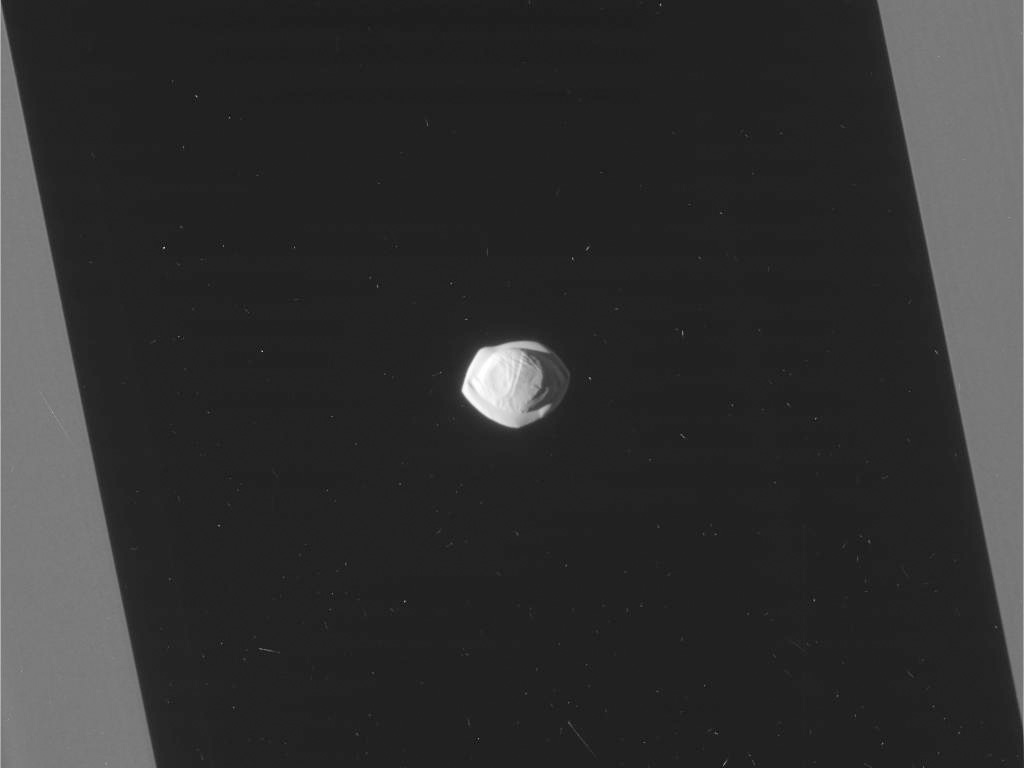
Widoczne fragmenty pierścienia Saturna
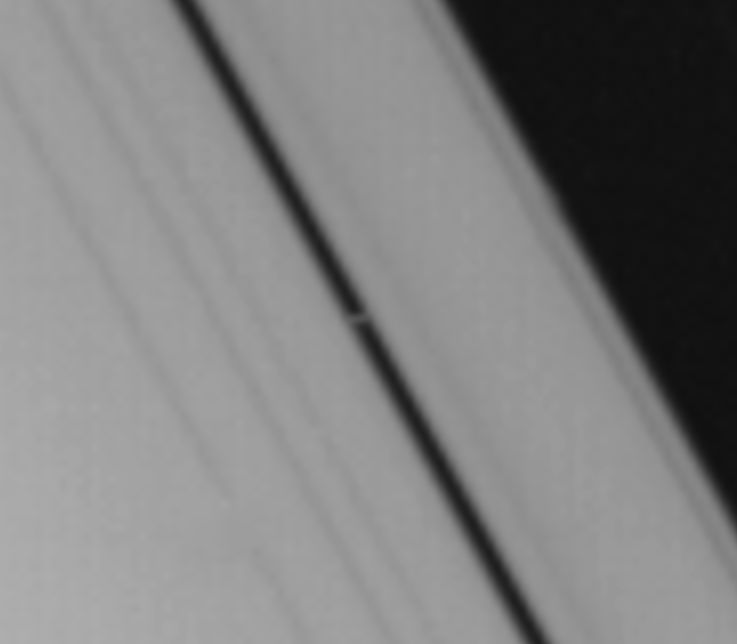
Pan w przerwie Enckego
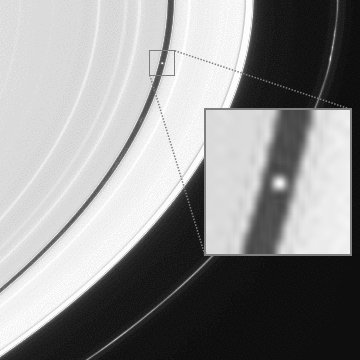
Pan widoczny wśród pierścieni Saturna
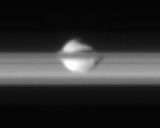
Zdjęcie wykonane przez sondę Cassini, blisko płaszczyzny pierścieni. Przerwa, w której krąży Pan, jest niewidoczna
Zdjęcia wykonane podczas ostatniego przelotu sondy Cassini